# Interview (Kurzfilm)
Interview ist ein deutscher Kurzfilm des Regisseurs Sebastian Marka aus dem Jahr 2010. Der 20-minütige Thriller mit den Schauspielern Stephan Grossmann und Florian Panzner in den Hauptrollen lief auf vielen deutschen und internationalen Filmfestivals. Neben zahlreichen Auszeichnungen erhielt der Film von der Deutschen Film- und Medienbewertung das Prädikat besonders wertvoll.

## Handlung
Der vermeintliche Serienmörder Tillmann gewährt dem ehrgeizigen Reporter Lennart ein Interview. Man trifft sich zu einem geheimen und exklusiven Interview in einem Hotel. Dort offenbart der Killer brisante Details seiner Morde und hat sogar einige Überbleibsel mitgebracht. Der eifrige Journalist Lennart, der die Morde und deren Hintergründe schon seit geraumer Zeit mit großem Interesse verfolgt, sieht sich bereits mit der Story über Tillmann schon auf der Titelseite seiner Zeitung. Jedoch kippt plötzlich das Interview, als alles darauf hindeutet, dass die Ehefrau von Lennart das letzte Mordopfer von Tillmann gewesen sein könnte.

## Produktion
Der Film wurde auf 35-mm-Film in Farbe gedreht.

## Veröffentlichung
Neben zahlreichen in- und ausländischen Festivalveröffentlichungen wurde Interview am 18. Juni 2011 das erste Mal im deutsch-französischen Fernsehkanal ARTE und ein weiteres Mal am 13. März 2013 im Rahmen der BR-Kurzfilmnacht Männer unter Druck ausgestrahlt.

## Auszeichnungen
Buenos Aires Rojo Sangre (Argentinien) 2010
- Festivalpreis Mejor Director Cortometraje (Bester Kurzfilmregisseur) in der Kategorie Sección De Cortometrajes (Kurzfilmsektion) für Sebastian Marka

IndieFest Film Awards (USA) 2010
- Festivalpreis Award of Merit für Sebastian Marka

Oaxaca FilmFest (Mexiko) 2010
- Auszeichnung Bester Kurzfilm für Sebastian Marka

cellu l’art Kurzfilmfest 2011
- Bester Film für Sebastian Marka
- Bester Schauspieler für Stephan Grossmann
- Publikumspreis für Sebastian Marka

Celluloid Screams: Sheffield Horror Film Festival (England) 2011
- Festivalpreis Best Short Film für Sebastian Marka

Exground Filmfest Wiesbaden 2011
- Publikumspreis(Bester Film) für Sebastian Marka

FEC Festival (European Short Film Festival) (Spanien) 2011
- Publikumspreis in der Kategorie Europäischer Wettbewerb für Sebastian Marka

Filmfestival Max Ophüls Preis 2011
- Nominierung für den Kurzfilmpreis für Sebastian Marka

Internationales Filmfest Oldenburg 2011
- Nominierung für den German Independence Award – Bester Kurzfilm für Sebastian Marka

Seattle International Film Festival 2011
- Nominierung für den Golden Space Needle Award in der Kategorie Bester Kurzfilm für Sebastian Marka (3. Platz)

Landshuter Kurzfilmfestival 2012
- Jury-Preis Bester Kurzfilm für Sebastian Marka

Miami Short Film Festival (USA) 2012
- Festivalpreis Best Narrative für Sebastian Marka

Newport Beach Film Festival (USA) 2012
- Festivalpreis Best Narrative Short für Sebastian Marka

Pentedattilo Film Festival (Italien) 2012
- Festivalpreis Best Short in der Kategorie Thriller für Sebastian Marka

Wendland Shorts 2012
- Publikumspreis für Sebastian Marka

Krimifestival Tatort Eifel 2013
- 1. Platz in der Kategorie Kurzfilm-Wettbewerb für Sebastian Marka